# Teira dugesii
Teira dugesii är en ödleart som beskrevs av den belgisk-franske zoologen Milne-Edwards 1829. Teira dugesii ingår i släktet Teira och familjen lacertider. Artepitet i det vetenskapliga namnet hedrar den franska forskaren Antoine Louis Dugès.

## Utbredningsområde
Arten är endemisk för Ilhas Desertas i ögruppen Madeira, men har introducerats på några av öarna i Azorerna, Porto Santo Island och Selvagensöarna, genom att ha följt med fartyg. Exemplaren lever i låglandet och i bergstrakter upp till 1850 meter över havet. De vistas i klippiga regioner med glest fördelad växtlighet, i öppna skogar och i områden med odlingsmark. Honor lägger ägg.

## Hot
För beståndet är inga hot kända. Några exemplar dödas när de hämtar vindruvor. Hela populationen bedöms som stabil. IUCN kategoriserar arten globalt som livskraftig.

## Underarter
Arten delas in i följande underarter:
- T. d. dugesii
- T. d. selvagensis
- T. d. jogeri